# Инка (ваздухопловна једрилица)
Инка је једноседа ваздухопловна једрилица високих способности, мешовите конструкције (дрво и платно). Прављена је у Краљевини Југославија од 1938. године као самоградња а намењена је обуци и тренажи спортских пилота и једриличара.

## Пројектовање и развој
Професор др инг. Антон Кухељ. је 1935. године пројектовао једну веома једноставну једрилицу имајући у виду да ће се она правити у једриличарским групама (Аероклубовима) који располажу веома ограниченим производним могућностима како у погледу квалификоване радне снаге тако и алата. Производња прве једрилице је почела 1937. а завршена 1938. године. Име Инка је добила према према свом пројектанту Ин(ж.) К(ухељ) А(нтону). За разлику од клизача ова једрилица је могла да користи и термална струјања која су тада била веома у "моди".

### Технички опис
Једрилица Инка је мешовите конструкције (дрво и платно) а изведена је као висококрилни моноплан. Труп јој је дрвена конструкција шестоугаоног попречног пресека. Предњи део трупа у коме се налази кабина био је обложен дрвеном лепенком а део од кабине до репа је био обложен импрегнираним платном. Кабина је била отворена без ветробрана или поклопца. Била је опремљена најосновнијим инструментима за дневно летење. Као стајни трап овој једрилици је служио клизач причвршћен амортизерима од тврде гуме. На репу једрилице налазила се еластична дрљача.
Крило је било равно, са две рамењаче, имало је правоугаони облик са полукружним крајем, аеропрофил је био у корен Gö 549  врх крила  NACA M9 . Нападна ивица крила је била направљена у облику кутије обложене шпер плочом а остатак крила је био обложен импрегнираним платном. Крила су косим подупирачима у облику латиничног слова V, била ослоњена на труп једрилице.
Конструкција хоризонталног и вертикалног стабилизатора као и кормила били су изведени као и крило. Хоризонтални стабилизатори су такође подупирачима били везани за труп једрилице.

### Варијанте једрилица
- Инка 1 - Оригинални пројект из 1935. године.
- Инка 1a - Побољшани пројект Инка 1 из 1938. године.
- Инка 2 - Производни модел из 1936. године.
- Кухељ Соко - Побољшани пројект Инка 2 из 1936. године.

## Карактеристике
Карактеристике наведене овде се односе на једрилицу Инка а према изворима
| Карактеристике | Инка 1 | Инка 2 |
| -------------- | --- | --- |
| Финеса         | 1 : при брзини km/h | 1 : 17 при брзини km/h |
| Перформансе    | - максимална брзина km/h - минимална брзина 50 km/h - минимално пропадање m/s при брзини km/h                                                                            | - максимална брзина km/h - минимална брзина 47 km/h - минимално пропадање 0,85 m/s при брзини 50 km/h                                                                     |
| Димензије      | - размах крила 12,00m - дужина 6,3m - висина 2,05m - површина крила 15,93m2 - аеропрофил крила: корен Gö 549 врх NACA M9 - виткост - макс. оптеречење крила; 13,81 kg/m2 | - размах крила 12,32m - дужина 6,30m - висина 2,05m - површина крила 16,35m2 - аеропрофил крила: корен Gö 549 врх NACA M9 - виткост - макс. оптеречење крила; 13,46 kg/m2 |
| Маса           | - сопствена 123 kg - носивост 97 kg - полетна 220 kg - водени баланс; нема                                                                                               | - сопствена 130 kg - носивост 90 kg - полетна 220 kg - водени баланс; нема                                                                                                |

## Оперативно коришћење
Једрилица Инка 1 је имала регистрацију YU-L8 и припадала је једриличарској групи "Стична".
Прва једрилица типа Инка 2 је била у употреби до избијања Другог светског рата, у једриличарској школи на падинама Блоке у Словенији. Била је регистрована бројем YU-J2 а уништио је немачки пилот 1941. године. Друга једрилица овог типа регистрована бројем YU-RELJA KRILATICA направљена је за рачун Обласног одбора Аероклуба у Скопљу и о њеној судбини се ништа не зна. Трећа једрилица Инка 2 је грађена у Аероклубу Цеље који припада ОО Марибор Аероклуба "Наша крила". Градња је почела 1938. године, инж. А.Кухељ је техничку документацију и лиценцу поклонио клубу и бесплатно надгледао њену изградњу а директор Гимназије у Цељу је уступио школску радионицу у којој се правила једрилица. Једрилица је прављена од домаћег смрековог дрвета а дрвена лепенка и метални прибор је увозног порекла коју су градитељи набављали од фирме Авиа Рихтер из Берлина. Једрилица је била завршена крајем 1940. године а први пробни лет је обављен 1. јануара 1941. помоћу ауто запреге. Коришћена је у Аероклубу Цеље стартовањем помоћу гуменог ужета (праћке) али није била званично регистрована. Једрилица је уништена априла месеца 1941. године приликом несретног старта са Miklavškega hriba.

## Сачувани примерци
Није сачуван ниједан примерак ове једрилице. Остале су само фотографије.

## Земље које су користиле ову једрилицу
- Краљевина Југославија